# Along With the Gods
Along With the Gods (Hangul: 신과함께)  es un manhwa surcoreano escrito e ilustrado por Joo Ho-min. El webtoon fue estrenado en el portal de Internet Naver en 2010, y el primer volumen impreso fue publicado el 16 de noviembre de 2012. Este manhwa fue adaptado a una película Along with the Gods: The Two Worlds, la cual se estrenó el 20 de diciembre de 2017. El 28 de diciembre de 2017, Realies Pictures, la compañía productora de Along with the Gods: The Two Worlds, anunció una adaptación a la televisión de la película. Según la compañía, el guion será escrito en 2018, y el drama se produciría en 2019.